# Про письменство. Мемуари про ремесло
«Про письменство. Мемуари про ремесло» (англ. On Writing: A Memoir of the Craft) — автобіографічний роман американського письменника Стівена Кінга. У творі автор документує свій письменницький досвід і дає поради для молодих авторів. Надрукована 2000 року видавництвом «Чарльз Скрібнерз Санз», «Про письменство» стала першою книгою Кінга після автомобільної аварії, що трапилась із ним роком раніше. 2010 року «Скрібнер» перевидали мемуари в 10-літньому ювілейному виданні, що містило оновлений читальний список від Кінга.